# Deep Cross Gaming
Deep Cross Gaming（簡稱DCG） 為台灣的電競職業隊，目前參與PCS職業聯賽和GCS職業聯賽，由電腦週邊設備公司羅技贊助。該戰隊成立於2022年，旗下有《英雄聯盟》及《傳說對決》兩支電競戰隊，並參與各大電競賽事。

## 隊伍文化、意念
Deep Cross Gaming（DCG），Deep代表戰隊的內容與實力深不可測；Cross為期望戰隊內所有成員合作，同時也代表戰隊目標跨⾜不同領域，結合創新打造⼀個新時代的電競戰隊。
永不放棄，是我DCG！MOBA類遊戲，是一款不被時間侷限的遊戲；
不像大多數的運動，時間範圍內如果被拉扯的過遠，是沒有任何獲勝的機會。
但MOBA類遊戲跟棒球相似；只要最後一個出局沒出現、最後一座塔依然聳立，就有機會逆轉。
隊名DCG（Deep Cross Gaming），LOGO是一個深邃的X，代表在賽場上有無限可能及希望。
不到最後一刻，都不能輕忽我們！
因為無倫如何都保持著高昂鬥志的鬥士，我們是DCG（Deep Cross Gaming）！

## 傳說對決

### 2022年
12月25日，DCG戰隊傳說對決分部成立，正式進軍GCS職業聯賽，創隊成員為凱撒路Fongliu、打野Yue（前MAD魔龍輸出）、中路Duanyu、魔龍輸出Han、輔助BaiYa（前TQQ、ONELoLWR中路）、教練Arby。初登板為2023年春季職業聯賽。

### 2023年
2月8日，公布2023年春季賽陣容，為凱撒路Fongliu、打野Yue、中路Duanyu、魔龍輸出Han、輔助BaiYa，教練Arby。
2月21日，中路Afro加入。
3月17日，凱撒路Dong加入。
2023年春季職業聯賽，以總戰積1勝9敗，最終排名第六名，無緣季後賽。
6月10日，教練Arby宣布離隊。
8月8日，公布2023年夏季賽陣容，為凱撒路Dong、Fongliu、打野Yue、中路Duanyu、魔龍輸出Han、輔助BaiYa，教練Soar；並且中路（板凳）Afro宣布離隊。
9月22日，中路WaWa、魔龍輸出DK加入。
2023年夏季賽，以總戰績4勝6敗，與BRO相同，但因小分落後（-10:-7），最終排名為第五名，無緣季後賽；但獲得AIC國際賽的外卡賽參賽資格。
9月27日，分析師DCG Heart加入。
11月1日，凱撒路Fongliu、中路Duanyu、魔龍輸出Han宣布離隊。
11月6日，公布2023年AIC國際錦標賽陣容，為教練Soar、分析師HearT、凱撒路Dong、打野Yue、中路WaWa、魔龍輸出DK、輔助BaiYa。
11月14日，候補DCG Afu、DCG WenYi加入。
2023年AIC國際錦標賽外卡賽，第一輪以2：0橫掃ASL賽區的LAB，第二輪以2：0橫掃RPL賽區的VCF，勝部決賽以3：1擊敗同賽區的ONE，最終以勝部組冠軍之姿晉級正賽。小組賽被分在A組，以4勝1敗，分組第一晉級八強。八強賽以1：3不敵同賽區的FW，進入敗者組；以0：3敗給同賽區的HKA，止步八強，結束首次的國際賽之旅。

### 2024年
2月23日，公布2024年春季賽陣容，為主教練Soar、分析師HearT、凱撒路Dong、打野Yue、中路WaWa、魔龍輸出DK、輔助BaiYa。
2024年春季賽，例行賽取得和BMG相同的6勝4敗，不過小分以+8:+6領先BMG，因此排名為第二名；晉級勝者組，對決第一名的FW，大戰七局以3：4不敵對手；進入準決賽，對上BMG，最終以1：4不敵對手，以第三名作收，但以GCS賽區第三種子參與2024年APL超級職業聯賽。
6月11日，公布2024年APL超級職業聯賽陣容，為教練Soar、分析師HearT、凱撒路Dong、打野Yue、中路WaWa、魔龍輸出DK、輔助BaiYa。
2024年APL超級職業聯賽，在瑞士輪中，第一輪以2：1擊敗同樣來自GCS賽區的第四種子ONE、第二輪以0：2不敵同樣來自GCS賽區的第二種子FW、第三輪以0：2不敵AOG賽區的第二種子1S、第四輪以0：3不敵AOG賽區的第三種子GGL，最終以1勝3敗的戰績，止步瑞士輪第四輪，遭到淘汰，結束本屆國際賽事。
8月5日，打野DaDa（前HKA打野）加入。
8月15日，公布2024年夏季賽陣容，為主教練Soar、分析師HearT、凱撒路Dong、凱撒路Yue、打野DaDa、中路WaWa、魔龍輸出DK、輔助BaiYa。
2024年夏季賽，例行賽以總戰績2勝8敗，與ANK相同，但因小分落後（-13:-12），最終排名為第六名，無緣季後賽及國際賽資格。
11月2日，中路WaWa、打野DaDa、凱撒路Yue宣布離隊。

### 2025年
1月10日，教練Soar宣布離隊。
2月12日，公布2025年春季賽陣容，為主教練FKZ、凱撒路Dong、打野Xcen、中路LunLun、魔龍輸出DK、輔助BaiYa、替補Soso。
4月5日，凱撒路Weilun宣布加入。
2025年春季賽，例行賽戰績為3勝7敗，因此排名為第五名，無緣季後賽。
5月12日，教練FKZ宣布離隊。
5月15日，公布2025年APL超級職業聯賽陣容，為主教練HighPeter、凱撒路Dong、凱撒路Weilun、打野Xcen、中路LunLun、魔龍輸出DK、輔助BaiYa。
2025年APL超級職業聯賽，外卡賽先以0：2不敵RPL賽區的FS，但以二個3：2的比分（2連勝），先後戰勝AOG賽區的TDT及RPL賽區的PSG，最終以2勝1敗，晉級正賽（瑞士輪）；瑞士輪在第一輪以1：2不敵來自同為GCS賽區的ANK、第二輪以2：1戰勝AOG賽區的BOX、第三輪以1：2不敵AOG賽區的1S、第四輪以3：0戰勝AOG賽區的BOX、第五輪以3：1戰勝來自同為GCS賽區的ONE，以三勝二敗（局數：10勝6敗）的戰績，晉級淘汰賽；首輪以1：3不敵同為GCS賽區的FW，進入敗者組；以1：3不敵AOG賽區的SGP，止步八強，結束首次的國際賽之旅。
8月1日，中路LunLun宣布離隊。

### 賽事成績
- 2023年：
  - 2023年春季：第六名
  - 2023年夏季：第五名
  - 2023年AIC國際錦標賽：八強
- 2024年：
  - 2024年春季：季軍
  - 2024年APL超級職業聯賽：【瑞士輪】第四輪B組-淘汰（1-3）
  - 2024年夏季：第六名
- 2025年：
  - 2025年春季：第五名
  - 2025年APL超級職業聯賽：八強

### 隊伍名單

#### 現役成員
| 比賽帳號   | 本名   | 暱稱 | 遊戲定位      | 生日                   | 國籍     | 經歷                                                                                  | 常用英雄           |
| DCG Dong   | 高俊傑 | 阿冬 | 凱撒路        | 2004年12月19日         | 中華民國 | 前立志猩勢力校隊凱撒路、前MOP凱撒路                                                   | 筱清、弗洛倫、葉娜 |
| DCG Weilun | 呂維倫 | 維倫 | 凱撒路        |                        | 中華民國 | 前莊敬猛虎校隊凱撒路，2024年夏季ACS冠軍凱撒路，2024冬季ACS冠軍凱撒路                  |                    |
| DCG Xcen   | 魏辰鎧 | Xcen | 打野          | 2008年12月20日（16歲） | 中華民國 | 前莊敬猛虎校隊打野，2024年冬季ACS冠軍打野，2024年冬季ACS總決賽FMVP                    |                    |
| DCG DK     | 江京翰 | DK   | 魔龍輸出      | 2000年7月10日          | 中華民國 | 前FW、MOP魔龍輸出                                                                     | 蘇、史蘭茲、堇     |
| DCG BaiYa  | 趙詠聖 | 白夜 | 輔助          | 2002年8月10日          | 中華民國 | 前ONE LoLWR中路、TQQ LoLWR中路                                                        | 薩尼、伯頓、古木   |
| DCG FKZ    | 顏浩哲 | 芬達 | 教練          | 1998年11月3日          | 中華民國 | 前ahqW邊線，前ONE輔助，前MOP、MAD中路，2020年GCS夏季賽冠軍中路，2020年AIC世界冠軍中路 |                    |
| DCG HearT  | 林遠東 | 哈特 | 分析師/凱撒路 | 1月12日                | 中華民國 |                                                                                       |                    |

#### 過往成員
| 比賽帳號    | 姓名       | 遊戲定位     | 國籍     | 備註 |
| DCG Arby    | 羅文廷     | 教練         | 中華民國 | 現莊敬猛虎校隊教練 |
| DCG Afro    | 陳柏帆     | 中路         | 中華民國 | |
| DCG Fongliu | 陳睿宏     | 凱撒路       | 中華民國 | 前莊敬猛虎校隊，TXO凱撒路，2021年ACS冬季校園聯賽總冠軍                                                                                            |
| DCG Duanyu  | 陳段聿     | 中路         | 中華民國 | 前莊敬猛虎校隊中路，2021年ACS冬季校園聯賽總冠軍                                                                                                   |
| DCG Han     | 李承翰     | 魔龍輸出     | 中華民國 | 前莊敬猛虎校隊魔龍輸出，2021年ACS冬季校園聯賽總冠軍。校園賽時期帳號名為HeiTao2                                                                    |
| DCG Yue     | 陳昱丞     | 打野、凱撒路 | 中華民國 | 前FW打野、HKA凱撒路、MAD魔龍輸出 |
| DCG DaDa    | 郭達銘     | 打野         | 中華民國 | 前MS、ST、黎明企鵝校隊打野，現HKA打野，2021年GCS夏季賽冠軍打野，2023年GCS夏季賽冠軍打野，2022年春季賽擊殺王，2024年春季賽擊殺王                   |
| DCG Wawa    | 林翰吉娃斯 | 中路         | 中華民國 | 前ONE中路，現ANK中路，2021年GCS年度中路之星，2022年GCS春季賽冠軍中路，2022年AIC世界亞軍中路                                                       |
| DCG Soar    | 鄭宇翔     | 教練         | 中華民國 | 前MAD、MS、FW、HKA、ONE打野，前ONE副教練，2018年印尼雅加達亞運銀牌，2020年GCS年度打野之星，2022年GCS春季賽冠軍候補打野，2022年AIC世界亞軍候補打野 |
| DCG LunLun  | 許景綸     | 中路         | 中華民國 | 前ONE凱撒路、中路，前HKA凱撒路、中路，2022年GCS春季賽冠軍凱撒路，2022AIC世界亞軍凱撒路                                                            |

## 英雄聯盟

### 賽事成績
- 2022年：
  - PCS 2022 春季賽：第四名
  - PCS 2022 夏季賽：第四名
- 2023年：
  - PCS 2023 春季賽：八強-六進四淘汰
  - PCS 2023 夏季賽：八強-六進四淘汰
  - PCL 2023 季後賽：八強-六進四淘汰
- 2024年：
  - PCS 2024 春季賽：八強-六進四淘汰
  - PCL 2024 春季賽：四強-四進二淘汰
- 2025年：
  - PCS 2025 第一賽季：冠軍
  - PCS 2025 第二賽季：冠軍
  - PCS 2025 第三賽季：

### 現役成員
PCS 2025春季
| 遊戲名稱  | 姓名   | 遊戲定位 | 國家 |
| Lxz       | 邱亮融 | 主教練   | 臺灣 |
| Flauren   | 魯澤堅 | 上路     | 香港 |
| 665       | 吳羿翰 | 打野     | 臺灣 |
| HongSuo   | 郭貝益 | 中路     | 臺灣 |
| XiaoXiang | 廖奕翔 | 中路     | 臺灣 |
| Feng      | 陳駿豐 | 下路     | 臺灣 |
| ShiauC    | 劉家豪 | 輔助     | 臺灣 |

## 外部連結
- GCS職業聯賽 官方網站 Deep Cross Gaming （页面存档备份，存于）
- Deep Cross Gaming Facebook
- Deep Cross Gaming Instagram
- Deep Cross Gaming Youtube （页面存档备份，存于）